# 十一面觀音

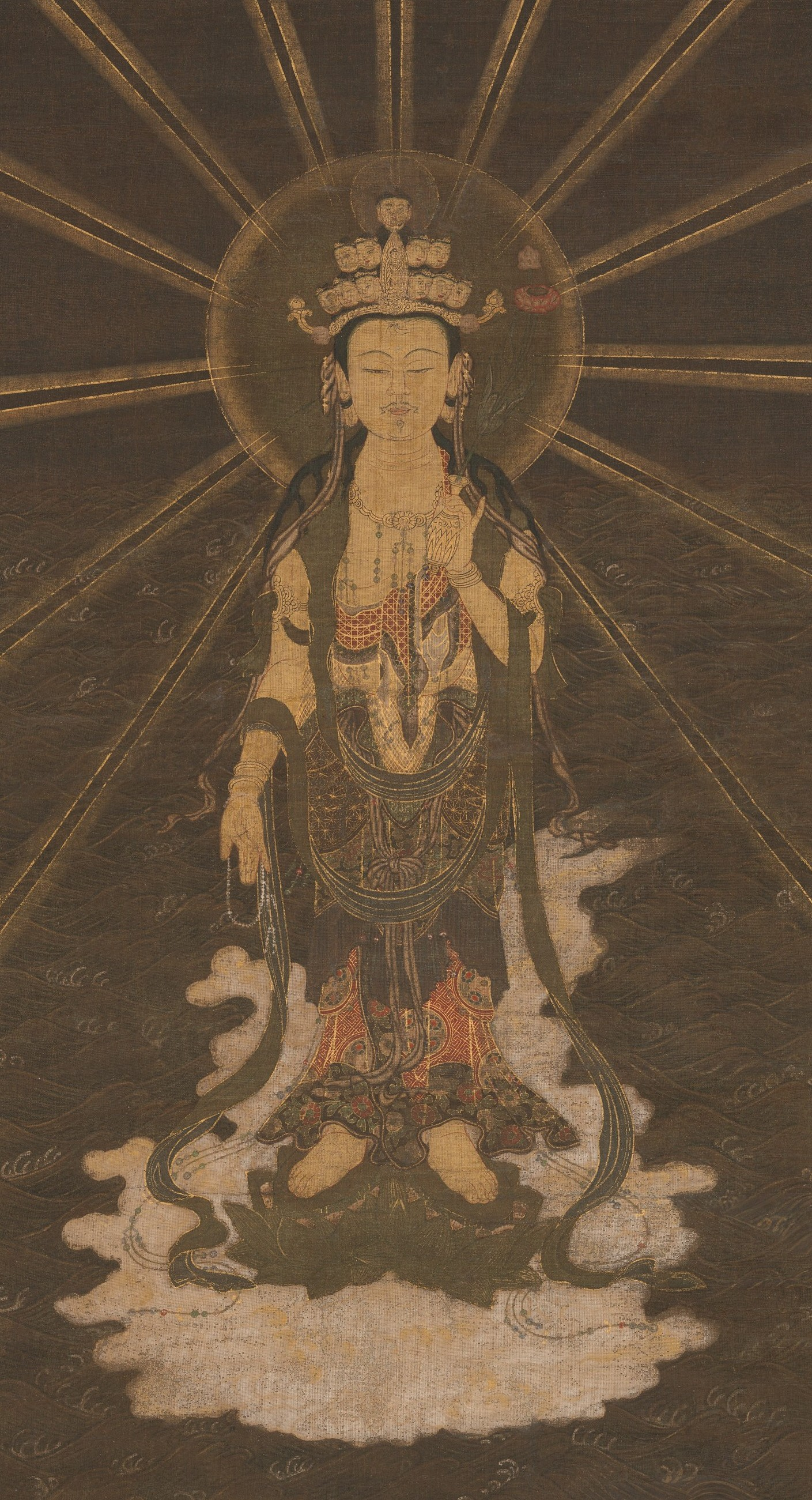
十一面觀音来迎图，现藏于大都会艺术博物馆

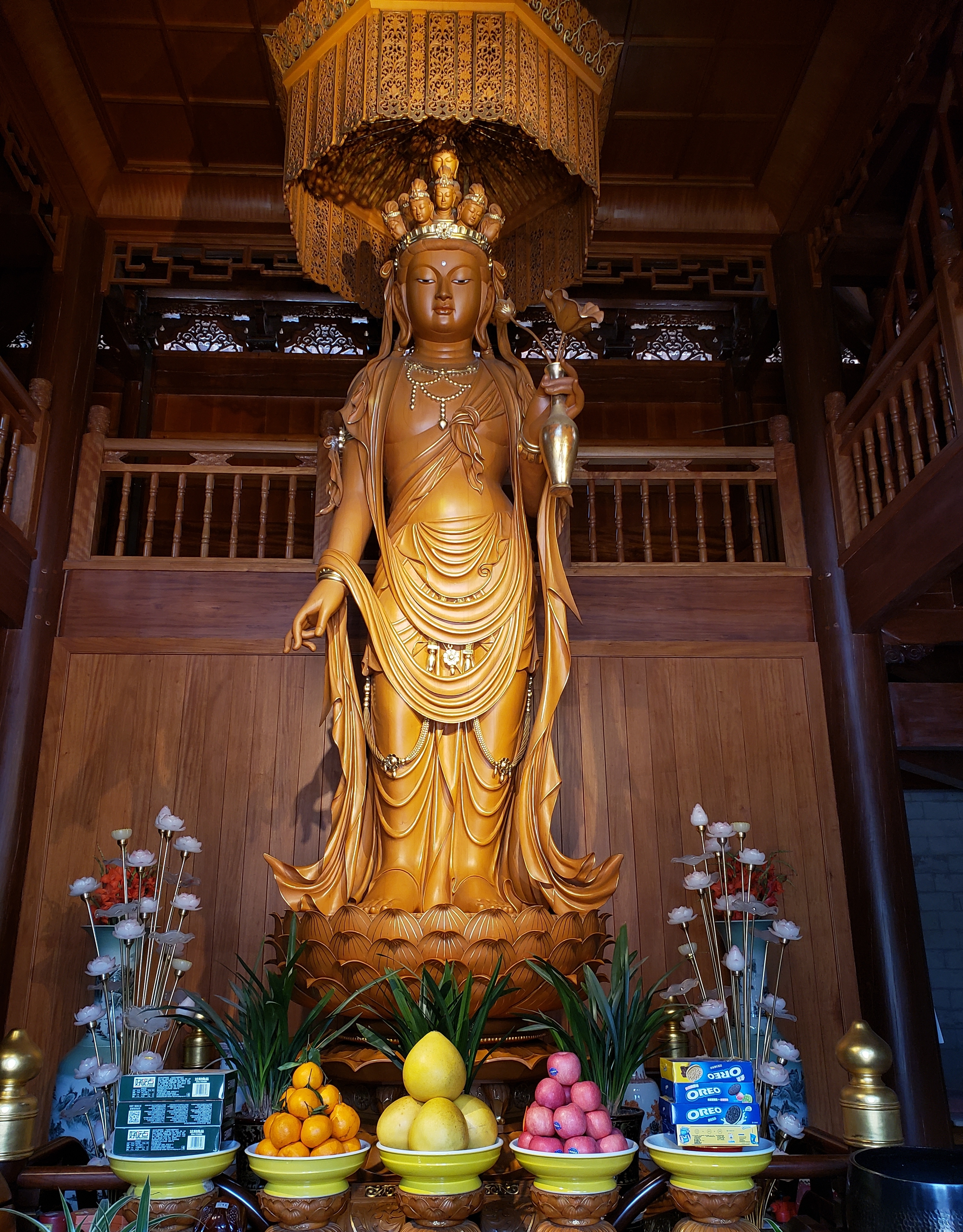
十一面观音菩薩像 - 中國浙江省宁波市七塔寺

十一面觀音，又稱十一面菩薩、大光普照觀音。是觀世音菩薩的化身之一，是六觀音之一。六觀音即：聖觀音（救拔餓鬼道）、千手觀音（救拔地獄道）、馬頭觀音（救拔畜生道）、十一面觀音（救拔修羅道）、準提觀音（救拔人道）、如意輪觀音（救拔天道）。有十一個顏面，十一面之寓義，普遍說法表示「十地」，最頂一面，表示十地之上的阿耨多羅三藐三菩提。
此菩薩遍傳中國、日本等地。其有十一面二臂或四臂的形象，真言宗认为此菩薩主要度脫六道中的阿修羅眾生。真言為十一面觀音陀羅尼（俗稱藏密大悲咒）。
唐代時，長安薦福寺方丈泗州僧伽大師，被時人視為是十一面觀音化身。

## 照片

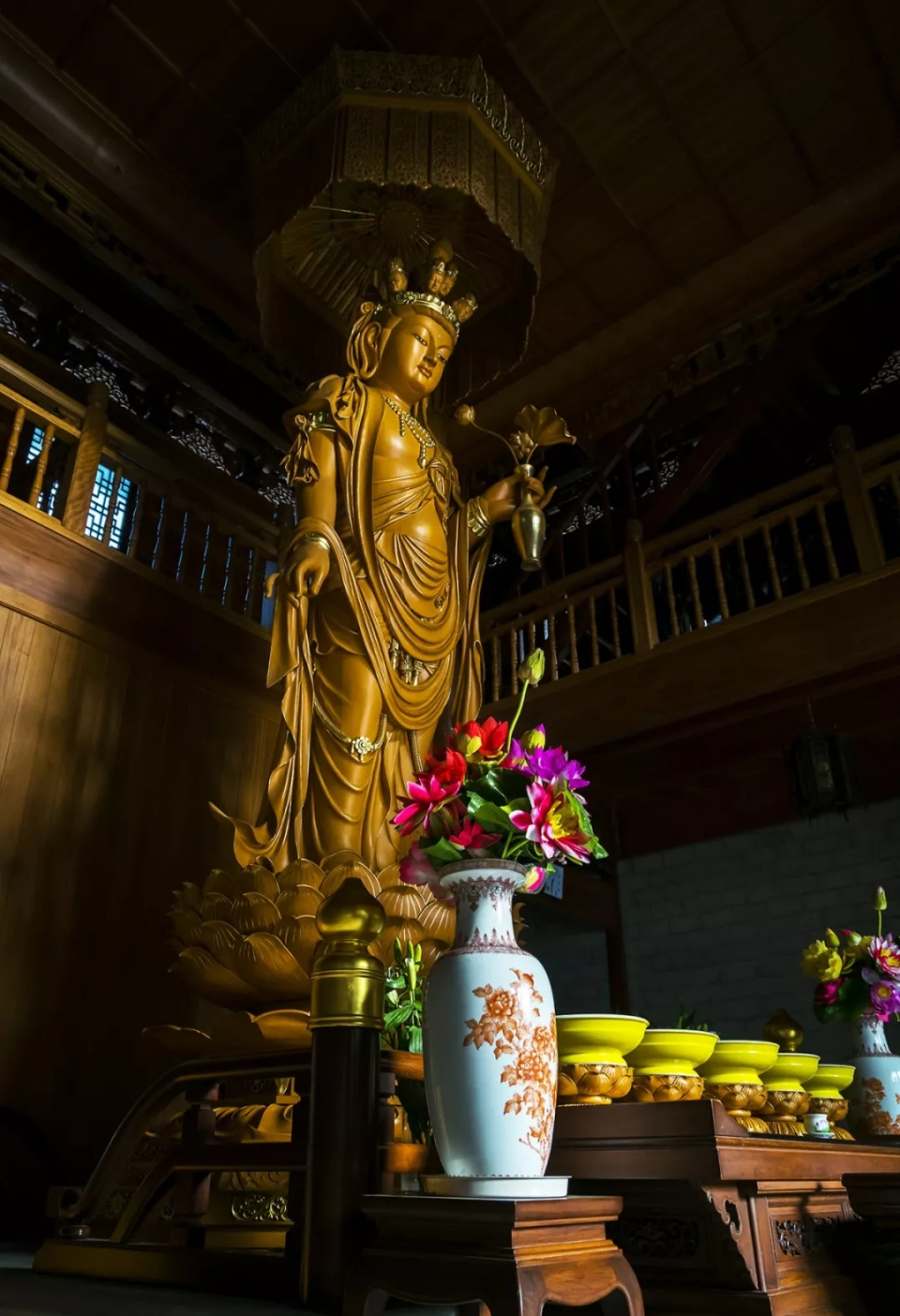
十一面观音菩薩像 - 中国浙江省宁波市七塔寺
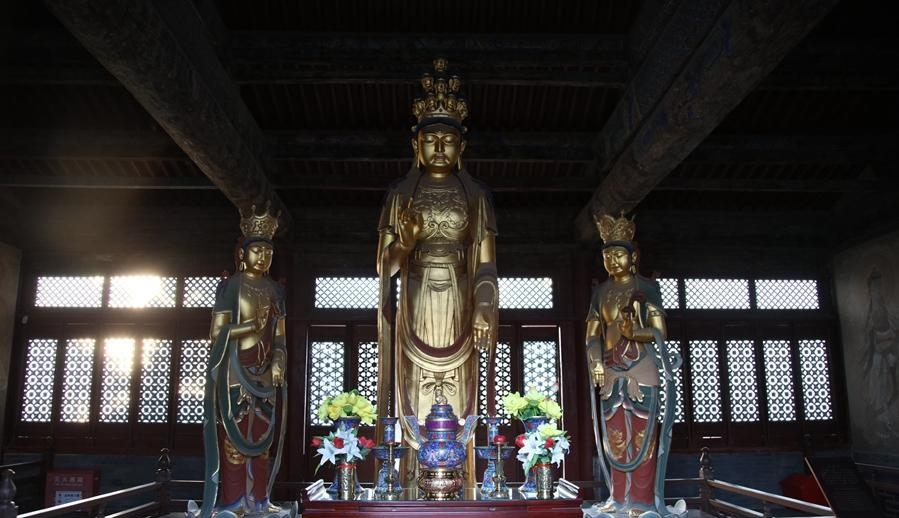
十一面观音菩薩像 - 中国山西省大同市华严寺
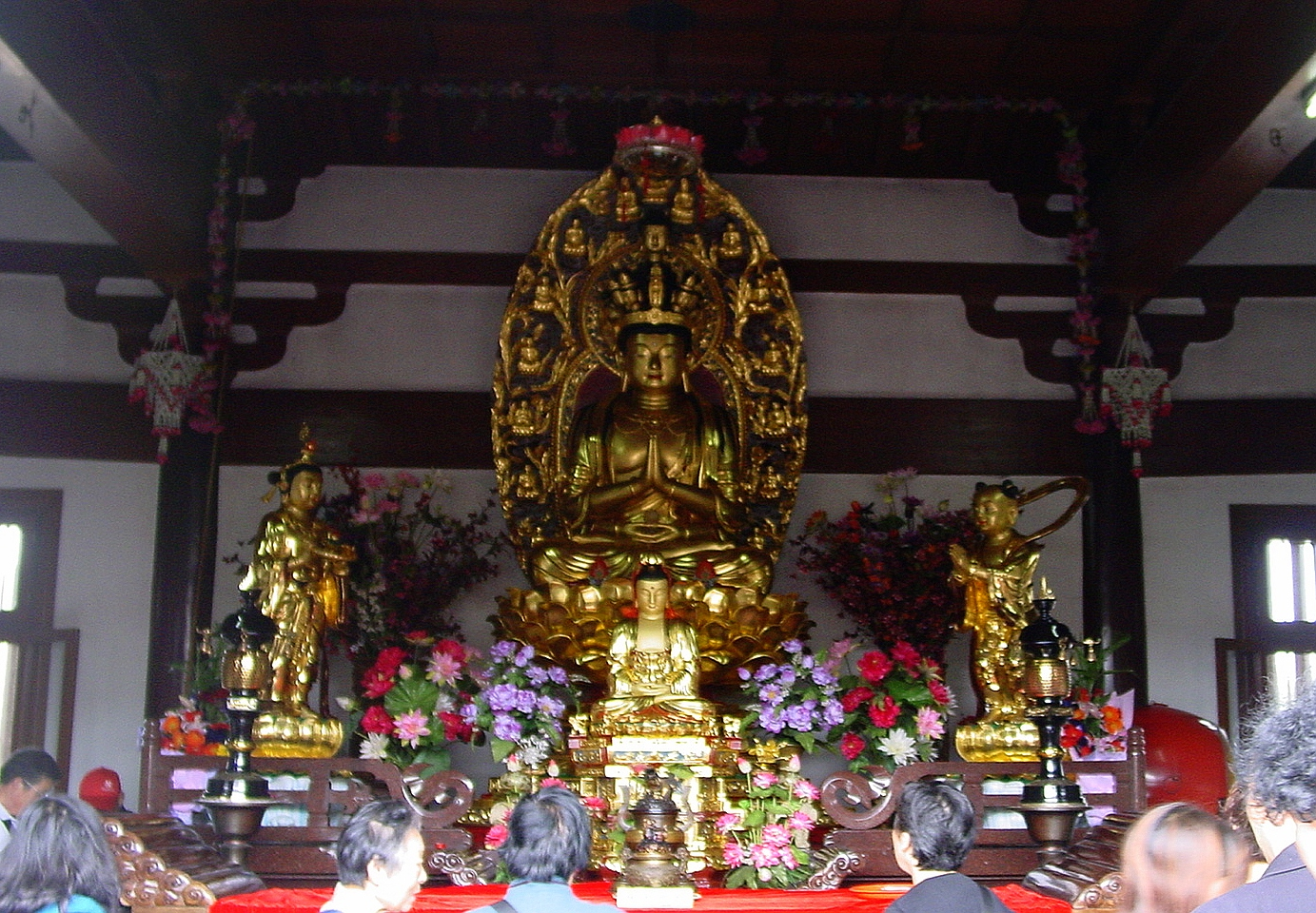
十一面观音菩薩像 - 中国浙江省舟山市普陀山不肯去观音院
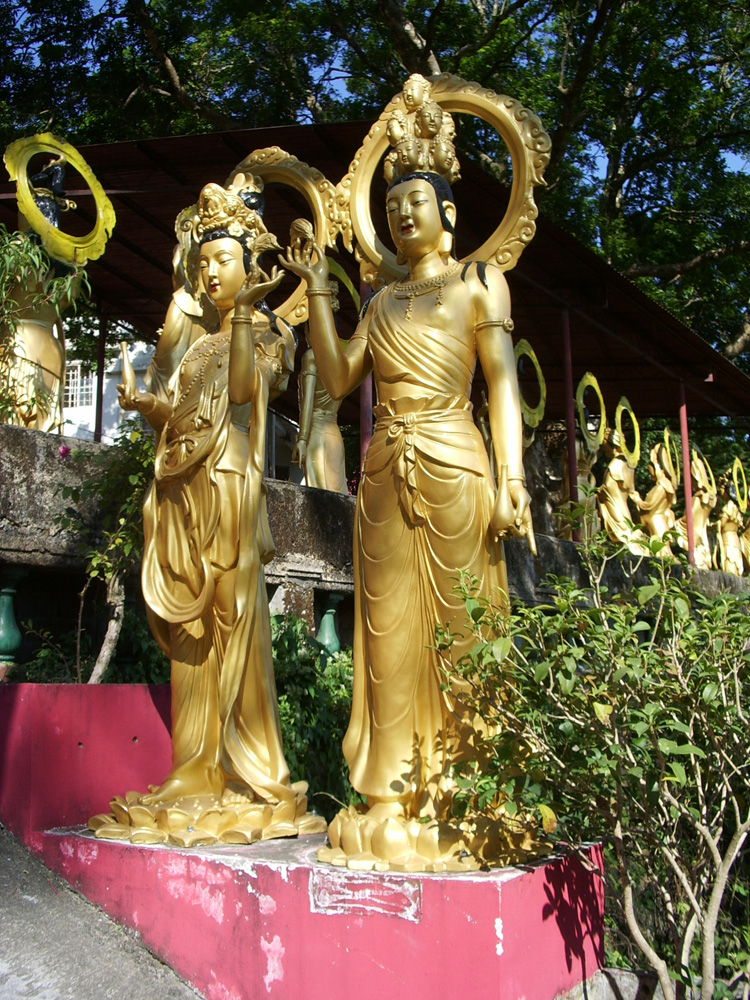
十一面观音菩薩像 - 香港沙田區排頭村万佛寺
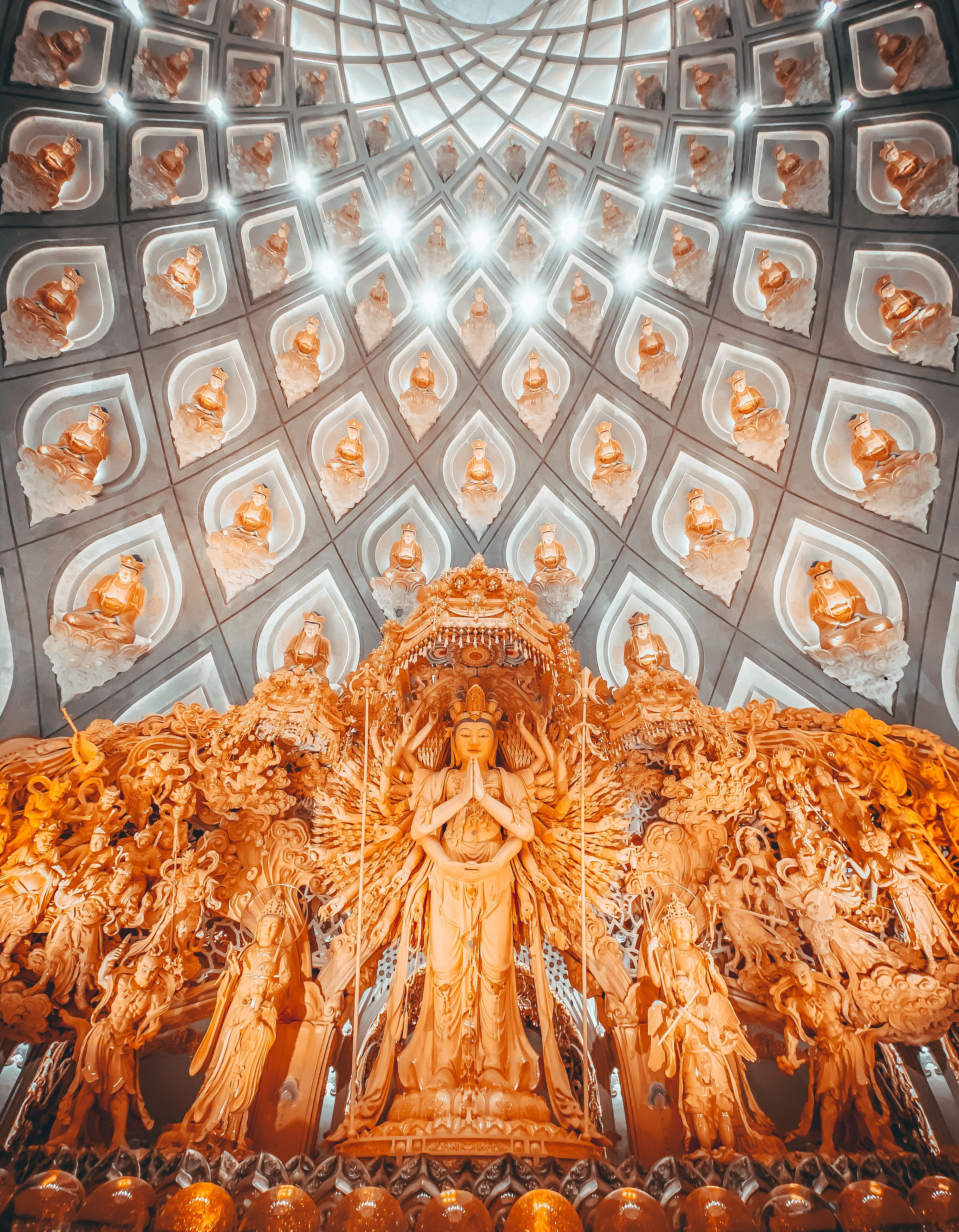
十一面千手观音菩薩像 - 中國浙江普陀山观音法界
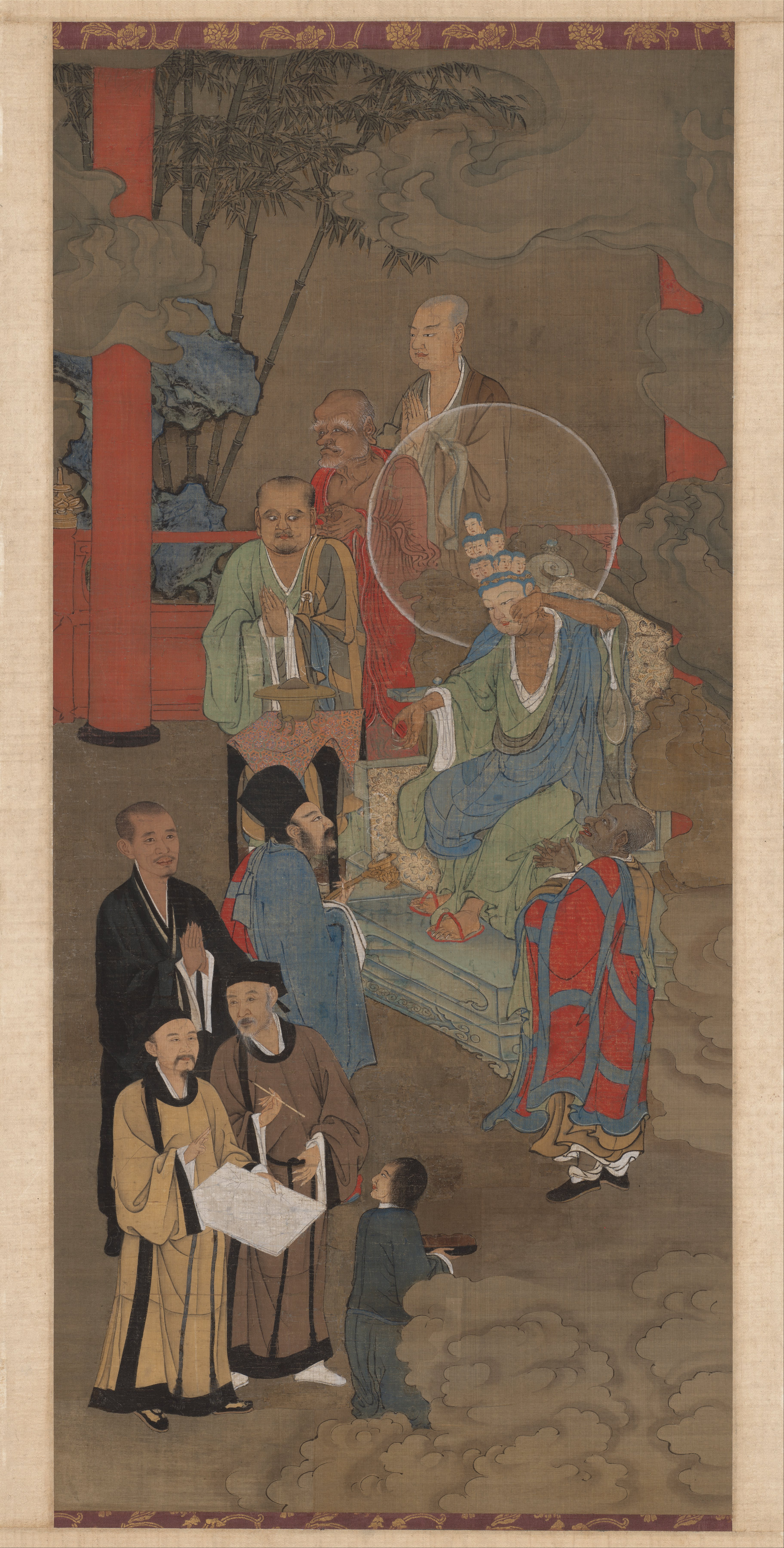
《五百羅漢圖軸：應身觀音》- 周季常, 宋代 (1178年)。畫作石膏的是羅漢現身為十一面觀音，眾人前來膜拜的景象。
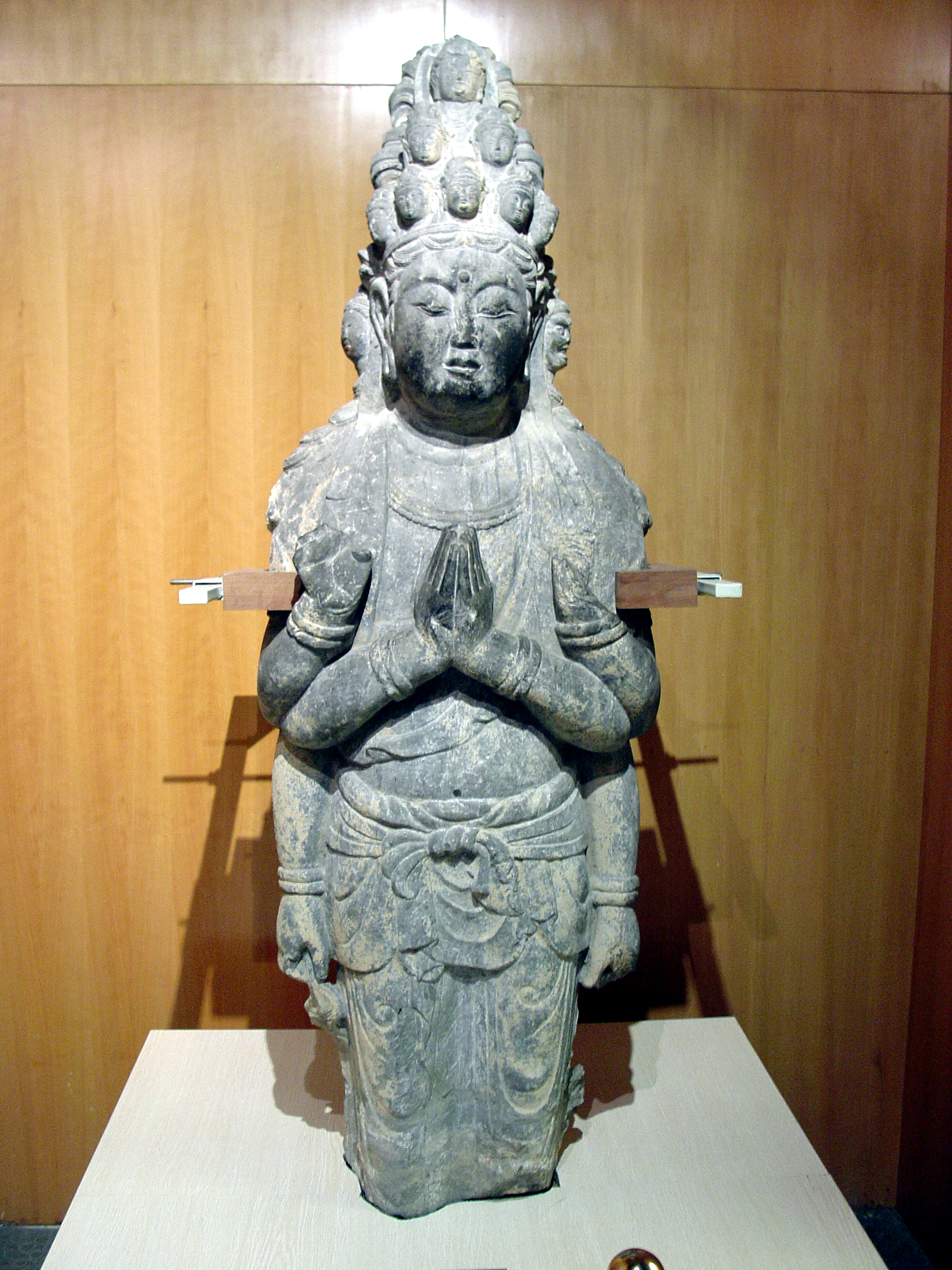
唐代十一面观音菩薩像 - 中国河南省鄭州市河南博物院
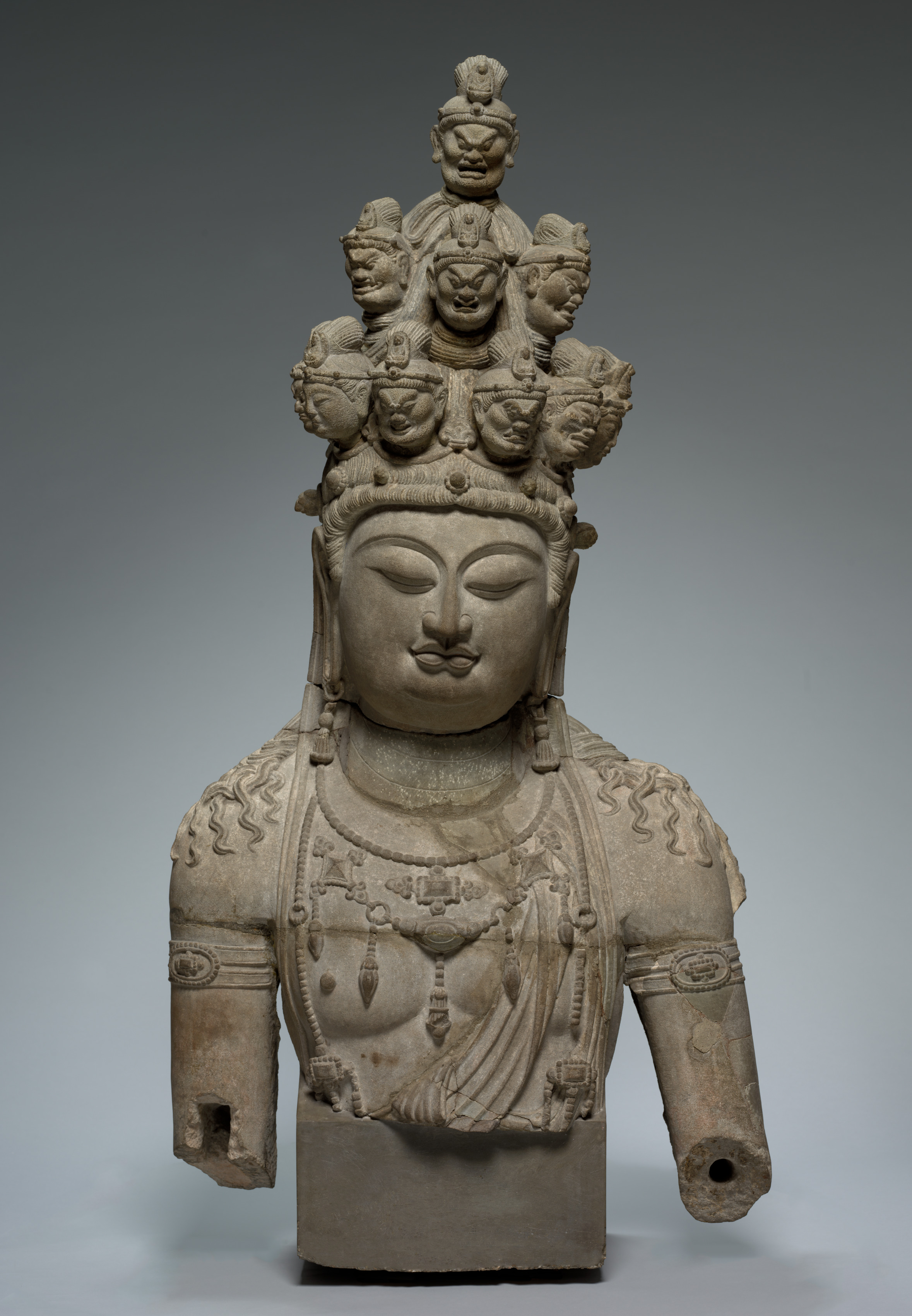
唐代十一面观音菩薩像 - 美国克利夫兰艺术博物馆
唐代十一面观音菩薩像 - 美国克利夫兰艺术博物馆，
北宋朝代十一面观音菩薩像 - 美国克利夫兰艺术博物馆
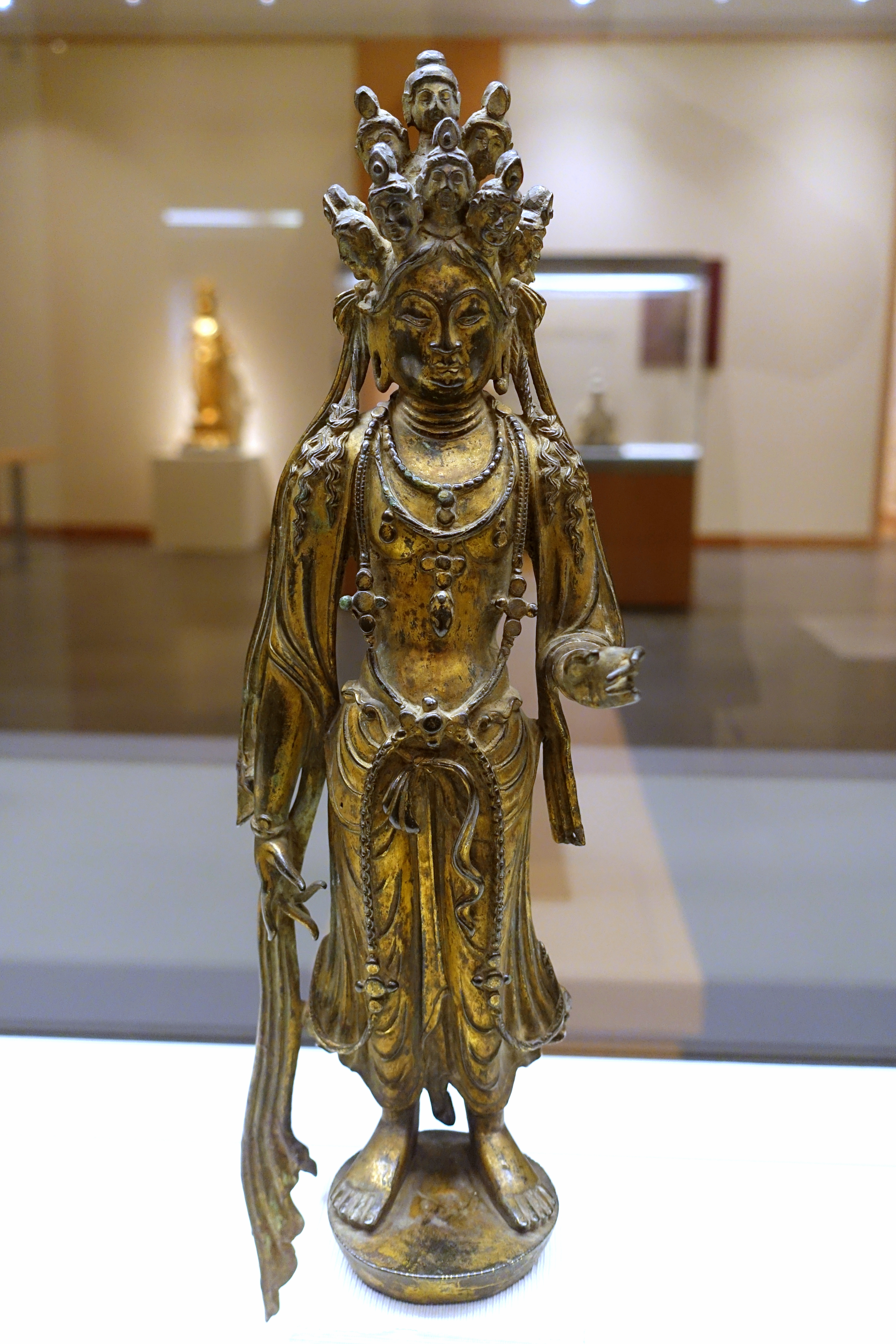
唐代十一面观音菩薩像 - 德国柏林民族博物馆